# Thomas Rideout
Thomas Gerard Rideout (* 25. Juni 1948 in Fleur de Lys, Neufundland) ist ein ehemaliger kanadischer Politiker der Liberalen Partei sowie der Progressiv-konservativen Partei. Er war 1989 für 44 Tage Premierminister von Neufundland und Labrador.

## Leben
Rideout begann seine politische Laufbahn 1975, als er als Kandidat der Liberalen Partei für den Wahlkreis Baie Verte-White Bay erstmals zum Mitglied des Abgeordnetenhauses von Neufundland und Labrador gewählt wurde. 1979 wurde er als Liberaler in diesem Wahlkreis wiedergewählt, trat jedoch 1980 der Progressiv-konservativen Partei, da die Liberale Partei seiner Meinung nach keine starke Haltung in der Frage der Eigentümerschaft der Provinz an küstennahen Ressourcen vertrat.
Bei den Provinzwahlen 1982 und 1985 wurde er in seinem erneut zum Mitglied des Abgeordnetenhauses gewählt und war während dieser Zeit zugleich von 1982 bis 1984 Parlamentarischer Assistent von Premierminister Brian Peckford. 1984 wurde er als potenzieller Nachfolger Peckfords angesehen und von diesem zum Minister für Kultur, Erholung und Jugend in dessen Kabinett berufen. Nach einer Kabinettsumbildung übernahm er zwischen 1985 und 1989 das einflussreiche Fischereiministerium.
Nach dem Rücktritt Peckfords als Vorsitzender der Progressiv-konservativen Partei im Januar 1989 bewarb er sich um die Nachfolge und wurde kurz darauf auf einem Parteitag in St. John’s zum Parteivorsitzenden gewählt.
Am 22. März 1989 wurde er als solcher auch Peckfords Nachfolger als Premierminister von Neufundland und Labrador, wobei seine Amtszeit allerdings nur 44 Tage dauerte. Bei den allgemeinen Wahlen am 20. April 1989 erhielt die Liberale Partei unter dem ebenfalls neuen Vorsitzenden Clyde Wells 31 der 52 Sitze im Abgeordnetenhaus und damit eine breite absolute Mehrheit. Am 5. Mai 1989 wurde Wells als neuer Premierminister vereidigt.
Rideout wurde daraufhin Führer der Opposition. Während einige Beobachter glaubten, dass Rideout durch die überstürzt ausgerufenen Neuwahlen verlor, sahen andere den Grund für die Wahlniederlage darin, dass nach mehr als 17-jähriger Regierungszeit der Progressive-conservative Party der Zeit für einen Regierungswechsel gekommen war. Als Oppositionsführer führte er im Januar 1990 politische Kräfte zur Überprüfung des sogenannten Meech Lake Accord an, eine letztlich gescheiterte Änderung der Verfassung von Kanada.
Am 17. Januar 1991 kündigte er seinen Rücktritt als Vorsitzender der Progressiv-konservativen Partei an und legte schließlich im September 1991 seine Ämter als Parteivorsitzender, Oppositionsführer und Abgeordneter für den Wahlkreis Baie Verte-White Bay offiziell nieder. Nachfolger wurde Len Simms, den er bei der Wahl zum Parteivorsitzenden 1989 nur knapp geschlagen hatte.
Nachdem er sich 1993 erfolglos um eine Rückkehr in die Politik bewarb, wurde er schließlich 1999 wieder zum Mitglied des Abgeordnetenhauses gewählt, vertrat zunächst bis 2007 den Wahlkreis Lewisporte und anschließend bis 2008 den Wahlkreis Baie Verte-Springdale.
Nach dem Abschluss eines daneben absolvierten Studiums der Rechtswissenschaft erhielt er 1998 seine Zulassung als Rechtsanwalt.
Nach dem Wahlsieg der Progressive-conservative Party im November 2003 berief ihn der neue Premierminister Danny Williams zum Minister für Fragen der indigenen Völker sowie für öffentliche Arbeiten, Dienste und Verkehr. In Ergänzung zu diesen Ministerämtern war er von September bis Oktober 2004 auch kommissarischer Minister für Gesundheit und Gemeinschaftsdienste.
Nach einer Kabinettsumbildung berief ihn Premierminister Williams am 8. November 2005 zum Vize-Premierminister und Fischereiminister. Nach einem Disput mit dem Premierminister über den Bau von Straßen in seinem Wahlkreis, trat er am 30. Juni 2008 schließlich von seinen Kabinettsämtern zurück und legte auch sein Abgeordnetenmandat nieder.